# Mesene leucopus
Mesene leucopus är en fjärilsart som beskrevs av Frederick DuCane Godman och Osbert Salvin 1886. Mesene leucopus ingår i släktet Mesene och familjen Riodinidae. Inga underarter finns listade i Catalogue of Life.